# Maria Bakalova
Maria Bakalova, född 4 juni 1996 i Burgas, är en bulgarisk skådespelerska som nominerades till Bästa kvinnliga biroll i Oscarsgalan 2021 för rollen som Tutar Sagdiyev i filmen Borat Subsequent Moviefilm.

## Filmografi (i urval)
- 2020 – Borat Subsequent Moviefilm
- 2022 – Bodies Bodies Bodies
- 2024 – The Apprentice
- 2024 – Unfrosted